# Рекардайнш
Рекарда́йнш (порт. Recardães; МФА: [ʁɨ.kaɾ.ˈdɐ̃jʃ]) — колишня парафія в Португалії, в муніципалітеті Агеда. Перебувала у складі округу Авейру.  Входила до регіону Центр. За старим адміністративним поділом, що був чинним до 1976 року, територія парафії належала провінції Берегова Бейра.  Ліквідована 28 січня 2013 року. Увійшла до складу парафії Рекардайнш і Ешпіньєл. Площа парафії — 7,92 км², населення — 3530 ос. (2011), густота населення — 445,71 осіб/км²
. Патрон — святий Михаїл. Поштовий індекс — 3750. Код  — 010115.

## Географія

Агеда (2013)
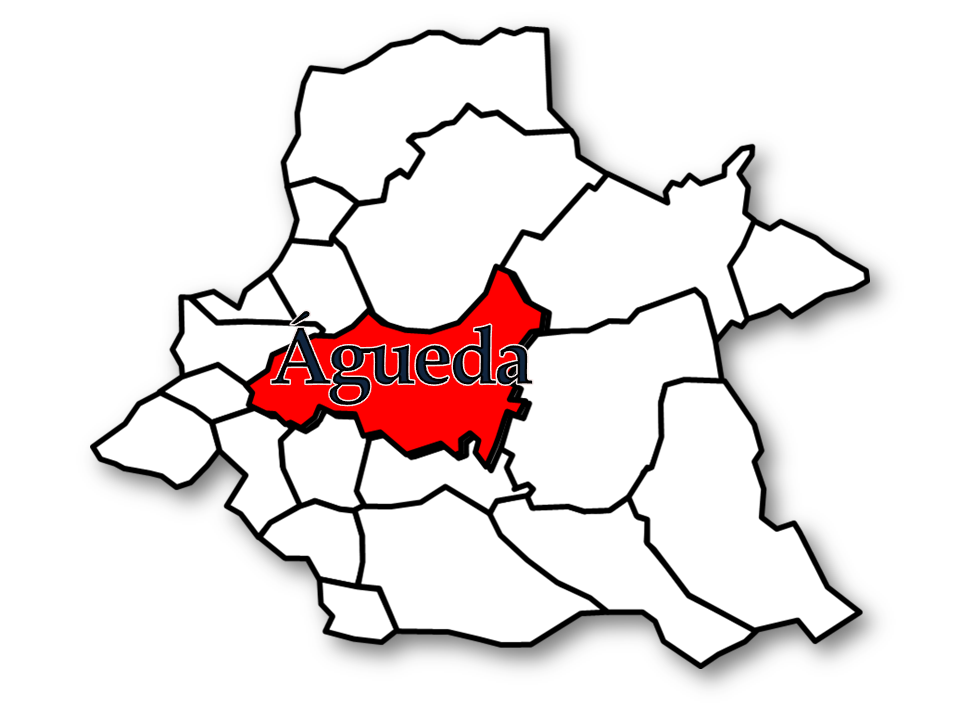
Агеда
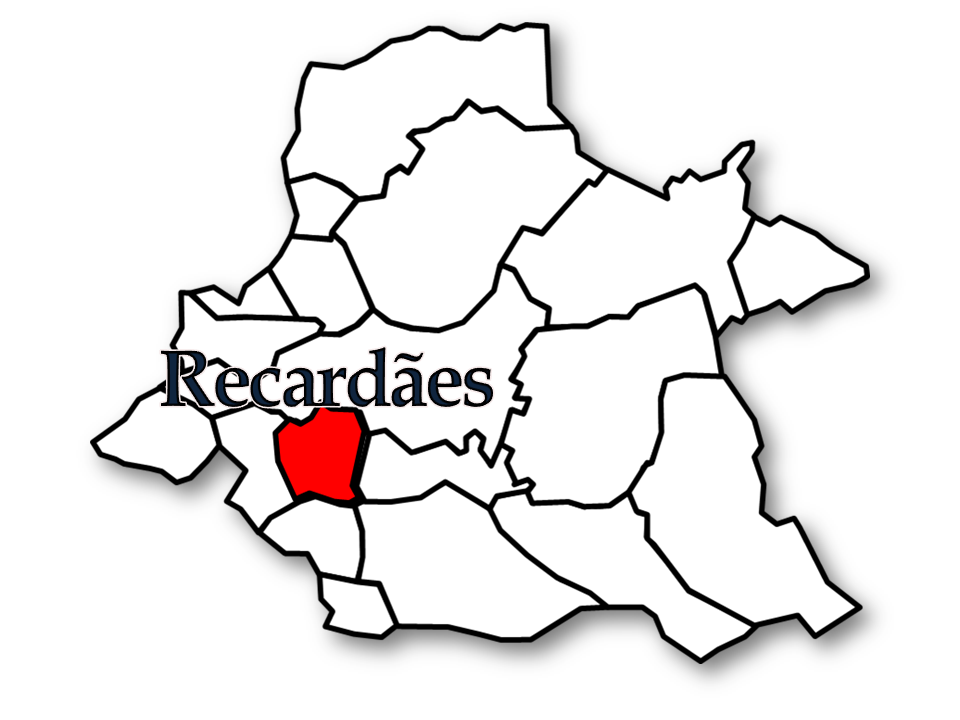
Рекардайнш

## Населення
| Кількість мешканців | Кількість мешканців | Кількість мешканців | Кількість мешканців | Кількість мешканців | Кількість мешканців | Кількість мешканців | Кількість мешканців | Кількість мешканців | Кількість мешканців | Кількість мешканців | Кількість мешканців | Кількість мешканців | Кількість мешканців | Кількість мешканців |
| ------------------- | ------------------- | ------------------- | ------------------- | ------------------- | ------------------- | ------------------- | ------------------- | ------------------- | ------------------- | ------------------- | ------------------- | ------------------- | ------------------- | ------------------- |
| 1864                | 1878                | 1890                | 1900                | 1911                | 1920                | 1930                | 1940                | 1950                | 1960                | 1970                | 1981                | 1991                | 2001                | 2011                |
| 991                 | 989                 | 904                 | 953                 | 979                 | 872                 | 1.111               | 1.175               | 1.278               | 1.610               | 1.952               | 2.579               | 2.749               | 3.321               | 3.554               |